# Tour du Portugal 2008
La 70e édition du Tour du Portugal a eu lieu du 13 au 24 août 2008.

## Les étapes
| Détail          | Date    | Villes étapes                        | km    | Vainqueur d'étape      | Leader du classement général |
| --------------- | ------- | ------------------------------------ | ----- | ---------------------- | ---------------------------- |
| Prologue        | 13 août | Portimao - Portimao                  | 6,4   | Rubén Plaza            | Rubén Plaza                  |
| 1re étape       | 14 août | Portimao - Beja                      | 198,6 | Danilo Napolitano      | Rubén Plaza                  |
| 2e étape        | 15 août | Vila Viçosa - Castelo Branco         | 165,5 | Danilo Napolitano      | Rubén Plaza                  |
| 3e étape        | 16 août | Idanha-a-Nova - Alto da Torre        | 171,5 | Rui Sousa              | Rui Sousa                    |
| 4e étape        | 17 août | Guarda - Viseu                       | 164,6 | Francisco José Pacheco | Rui Sousa                    |
| 5e étape        | 19 août | Gouveia - Sao Joao da Madeira        | 186,0 | Francisco José Pacheco | Rui Sousa                    |
| 6e étape        | 20 août | Aveiro - Gondomar                    | 170,6 | Cândido Barbosa        | Rui Sousa                    |
| 7e étape        | 21 août | Povoa de Varzim - Monte Sra Assunçao | 177,8 | Nuno Ribeiro           | Rui Sousa                    |
| 8e étape        | 22 août | Barcelos - Fafe                      | 169,8 | Cândido Barbosa        | Rui Sousa                    |
| 9e étape        | 23 août | Fafe - Alto Sra. Graça               | 146,2 | Juan José Cobo         | David Blanco                 |
| 10e étape (Clm) | 24 août | Penafiel - Alto Sta. Quitéria        | 31,2  | Héctor Guerra          | David Blanco                 |

## Classement général
| Classement général final | Classement général final | Classement général final | Classement général final | Classement général final |
| ------------------------ | ------------------------ | ------------------------ | ------------------------ | ------------------------ |
| 1                        | David Blanco             | Palmeiras Resort-Tavira  | en                       | 39 h 49 min 45 s         |
| 2                        | Héctor Guerra            | Liberty Seguros          | +                        | 26 s                     |
| 3                        | Rubén Plaza              | Benfica                  |                          | 3 min 59 s               |
| 4                        | Juan José Cobo           | Scott - American Beef    |                          | 4 min 42 s               |
| 5                        | Koldo Gil                | Liberty                  |                          | 5 min 39 s               |
| 6                        | Francisco Mancebo        | Fercase-Rota dos Móveis  |                          | 6 min 36 s               |
| 7                        | Rui Sousa                | Liberty Seguros          |                          | 6 min 39 s               |
| 8                        | Cândido Barbosa          | Benfica                  |                          | 7 min 00 s               |
| 9                        | Tiago Machado            | Madeinox-Boavista        |                          | 7 min 53 s               |
| 10                       | Daniel Martin            | Garmin-Chipotle          |                          | 8 min 04 s               |

## Les équipes engagées
ProTeams
- Cofidis
- Scott-American Beef
- Lampre

Continental pro
- Benfica
- Contentpolis-Murcia
- Extremadura
- Karpin-Galicia
- Agritubel
- Ceramica Flaminia-Bossini Docce
- Garmin Chipotle
- Barloworld

Continental
- Barbot-Siper
- Centro de Ciclismo de Loulé
- Fercase-Rota dos Móveis
- Liberty Seguros
- Madeinox-Boavista
- Palmeiras Resort-Tavira